# جرمل چارلو
جرمل چارلو (انگلیسی: Jermell Charlo؛ زادهٔ ۱۹ مهٔ ۱۹۹۰) بوکسور اهل ایالات متحده آمریکا است.